# Patrick Hohmann

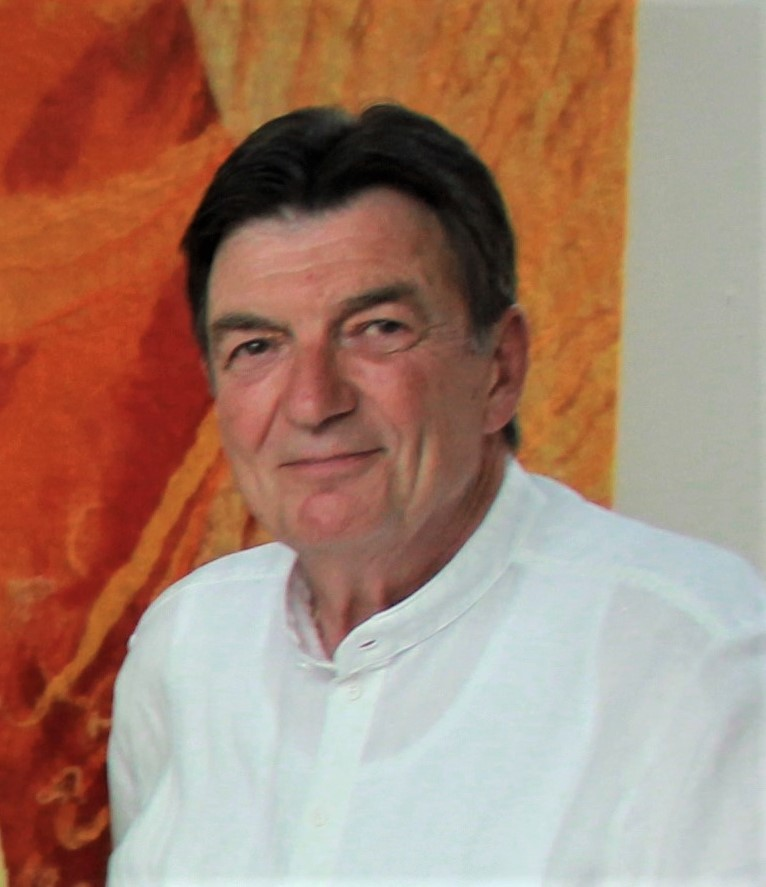
Patrick Hohmann (2018)

Patrick Hans Hohmann (* 1950 in Alexandria, Ägypten; heimatberechtigt in Zürich) ist ein Schweizer Unternehmer und Pionier der Bio-Baumwolle.

## Leben
Die Eltern von Patrick Hohmann stammten aus verschiedenen Welten. Die irischstämmige Mutter Ellen Collins, zu ihren Vorfahren gehörte der irische Freiheitskämpfer Daniel O’Connell, wurde 1920 in Frankreich geboren. Nach der Besetzung durch die Deutschen 1940 flüchtete ihre Familie nach London. Ellen Collins bewarb sich bei der Royal Air Force als Teletypistin und landete in Alexandria. Gerhart Hohmann, der 1910 geborene Schweizer Vater, arbeitete in Winterthur bei der Baumwollhandelsfirma Reinhart AG (später bekannt durch die Sammlung Oskar Reinhart). In deren Auftrag gelangte er nach Ägypten. 1949 wurde er zuerst Teilhaber der dort domizilierten Escher AG, die er später ganz übernahm.
Patrick Hohmann wurde als zweiter von insgesamt drei Söhnen geboren und verbrachte seine frühe Kindheit in Alexandria. Er besuchte dort die französischsprachige Schweizerschule, wo er auch Arabisch lernte. 1956 verstaatlichte der ägyptische Präsident Nasser die Suezkanal-Gesellschaft. Wegen des daraus folgenden internationalen Konflikts (Sueskrise) brachte sich die Familie Hohmann vorübergehend im Sudan in Sicherheit. 1961 wurde die väterliche Baumwollfirma von Ägypten verstaatlicht. Der Vater betrieb danach den Baumwollhandel aus dem Sudan und wurde 1971 dort ein zweites Mal enteignet.
Ab 1961 besuchte Patrick Hohmann Schulen in der Schweiz. Zuerst lernte er in Celerina Deutsch, dann ging er in die Klosterschule Einsiedeln und schliesslich ins Kollegium Schwyz. 1970 bestand er die Matura. An einem praxisorientierten Studium interessiert, ging er ans Technikum für Textilindustrie in Reutlingen (Baden-Württemberg) um Textilingenieur zu werden. 1972 heiratete Hohmann seine Schweizer Freundin, die nach Reutlingen zog. Neben dem Studium arbeitete er in Spinnereien und übernahm bereits als 26-jähriger eine leitende Funktion. 1979 kehrte die inzwischen sechsköpfige Familie in die Schweiz zurück und liess sich in Meierskappel nieder. Hohmann machte sich selbstständig. Angeregt durch seine Frau, begann er sich mit der Anthroposophie auseinanderzusetzen. Die Kinder gingen in die Rudolf-Steiner-Schule und seine unternehmerische Orientierung wurde dadurch auch beeinflusst. Anstelle der Shareholder Value soll eine All-Holder-Value treten, diese meint ein Gleichgewicht von finanziellen, menschlichen und ökologischen Ansprüchen.
1983 gründete Hohmann eine neue Firma, die Remei AG. Seit 1987 hat diese den Sitz in Rotkreuz. 1991 begann Hohmann ein Kleinprojekt zum Anbau von Bio-Baumwolle, er bezeichnete dieses selber als "Versuch, respektive ein Hobby". In Indien und Tansania begann er Bauern vom Anbau von Bio-Baumwolle zu überzeugen. Der Durchbruch erfolgte als der Schweizer Detailhändler Coop mit seiner Eigenmarke Naturaline für Textilien aus Bio-Baumwolle ab 1995 Abnehmer wurde. Die Umstellung auf biologischen Anbau brauchte jedoch Zeit und die Qualität der Endprodukte überzeugte zu Beginn nicht. 2004 entschied die Remei AG ausschliesslich Bio-Baumwolle anzubieten, auch wenn der Umsatz damit halbiert wurde.
1997 gründete Hohmann die BioRe-Stiftung, die den biologischen Anbau von Baumwolle fördert und benachteiligte Bauern unterstützt. Seit 2004 gehören bioRe India Ltd, bioRe Tanzania Ltd. sowie die beiden Stiftungen bioRe India und bioRe Tanzania den Bauern.
In der Firma Remei arbeiten in der Schweiz 23 Personen, in Indien und Tansania 130 (Stand 2015). Die Remei AG erzielt einen Jahresumsatz von rund 20 Millionen Franken (Stand 2020). Die Stiftung arbeitet mittlerweile mit rund 6000 Biobauern (Stand 2020). Patrick Hohmann ist nicht mehr operativ tätig. Einer seiner Söhne ist nun Co-Geschäftsführer.
Im Dokumentarfilm Fair Traders von Nino Jacusso ist Patrick Hohmann eine der drei porträtierten Personen.
Hohmann engagiert sich im Stiftungsrat der Sozialwerke Pfarrer Sieber. Er ist auch Mitglied des Wirtschaftskomitees für verantwortungsvolle Unternehmen, welches die Konzernverantwortungsinitiative unterstützt.

## Auszeichnungen
2014 ging der Schweizer Nachhaltigkeitspreis prix.eco.swisscanto an Patrick Hohmann. Bereits 2009 hatte die Remei AG den Nachhaltigkeitspreis für KMU der Zürcher Kantonalbank erhalten. Und 2006 erhielt Remei AG zusammen mit Coop den Swiss Award for Business Ethics und 2002 den Internationalen Umweltpreis für nachhaltige Entwicklungspartnerschaften vom Umweltprogramm der Vereinten Nationen (Unep) und der Internationalen Handelskammer (ICC).

### Presseartikel
- Joseph Keve: Die gute Idee aus Rotkreuz. In: WochenZeitung. 10. Januar 2008.
- Romeo Renenass: Wo Bio-Baumwolle aus der Schuldenfalle hilft. In: Tages-Anzeiger. 21. Januar 2005.
- Bernard Imhasly: Indiens Baumwollbauern zwischen Gentechnik und Biolandbau. In: NZZ. 4. Februar 2003.